# La soirée est (encore) jeune
La soirée est (encore) jeune est une émission de radio hebdomadaire québécoise diffusée sur les ondes d'ICI Radio-Canada Première du 29 juin 2012 au 8 mai 2022, diffusée les samedis et dimanches depuis le 23 août 2014. L'émission a été télédiffusée sur les ondes d'ICI ARTV et webdiffusée sur la plateforme d'ICI TOU.TV à partir du 27 septembre 2015. L'émission animée par Jean-Philippe Wauthier, Frédéric Savard (jusqu'en mai 2018), Olivier Niquet et Jean-Sébastien Girard était enregistrée devant public les jeudis au bar Chez Roger à Montréal (jusqu'à 2020) et à l'occasion au Théâtre Corona.

## Historique
À l'origine de l'émission de radio La soirée est (encore) jeune, on trouve la défunte émission le Sportnographe conçue par Jean-Philippe Wauthier et Olivier Niquet. Lorsque l'émission est retirée de la programmation d'ICI Radio-Canada Première le 22 juin 2012, les deux animateurs et l'ancien membre des Zapartistes Frédéric Savard, alors chroniqueur occasionnel au Sportnographe, conçoivent un nouveau projet d'émission radiophonique d'été, un talk-show humoristique corrosif d’actualité. Le groupe est à la recherche d'une collaboratrice pour compléter le quatuor de La soirée est (encore) jeune, mais leur choix s'arrête sur Jean-Sébastien Girard à la suite de la suggestion de la réalisatrice Marie-Claude Beaucage. À ce groupe se greffent également le journaliste Jean-Philippe Cipriani (il participera à l'émission pour les deux premières années) et l'humoriste Léa Stréliski. Un autre pilier de l'émission sera le recherchiste Charles-Alexandre Théorêt. 

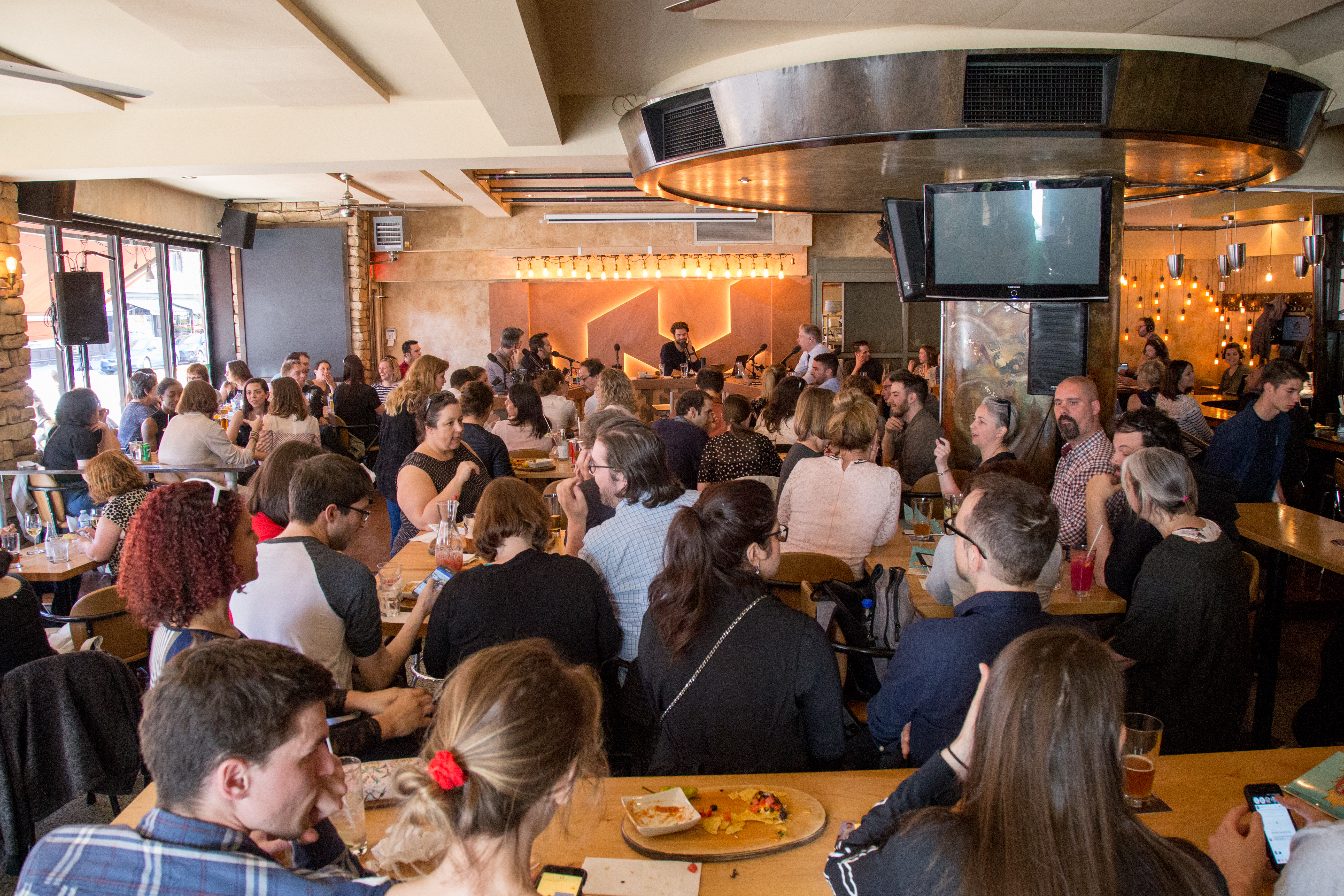
Enregistrement de l'émission devant public.

La première émission dans un créneau d'une heure est préenregistrée au studio 85 d'ICI Radio-Canada Première devant public et diffusée le 29 juin 2012 à 19 heures. L'émission qui devait être diffusée pour la saison estivale est reconduite pour les saisons automne-hiver. Une émission spéciale de Noël, sous la forme d'une revue de l'année, est enregistrée au bar Chez Roger et diffusée à ICI Radio-Canada Télé le 31 décembre 2012. Pour l'occasion, l'émission de deux heures est rebaptisée La veillée est (encore) jeune et les invités sont Denis Coderre, Gilles Duceppe, Amir Khadir, Gabriel Nadeau-Dubois et Pierre Duchesne.
En 2013, l'émission est en nomination au 15e Gala Les Olivier dans la catégorie « Émission humoristique à la radio ». Le trophée est remporté par l'émission À la semaine prochaine, diffusée à la même chaîne et qui fait l'objet de gags récurrents de la part du quatuor et des invités.
Au printemps 2014, avec 20 % de parts de marchés, La soirée est (encore) jeune obtient des cotes d'écoute enviables pour la case horaire du vendredi soir à ICI Radio-Canada Première. Pour la saison d'automne 2014, Radio-Canada annonce que l'émission change de case horaire et passe d'une heure à quatre heures de temps d'antenne : les samedis et dimanches de 17 à 19 heures. L'émission est dorénavant diffusée en direct de la microbrasserie Le Helm dans l'arrondissement Le Plateau-Mont-Royal à Montréal. Jean-Sébastien Girard rejoint le groupe après deux ans de reportages téléphoniques. La soirée est en nomination au 16e Gala Les Olivier dans la catégorie « Émission de radio humoristique ».

Le 31 janvier et 1er février 2015, Pierre Brassard remplace l'animateur Jean-Philippe Wauthier dont la femme accouche de leur premier enfant, Clarence. Ces deux émissions donneront naissance à un gag récurrent, Clarence est un prénom de fille. Par la suite les animateurs font toujours allusion à la petite fille, Clarence.

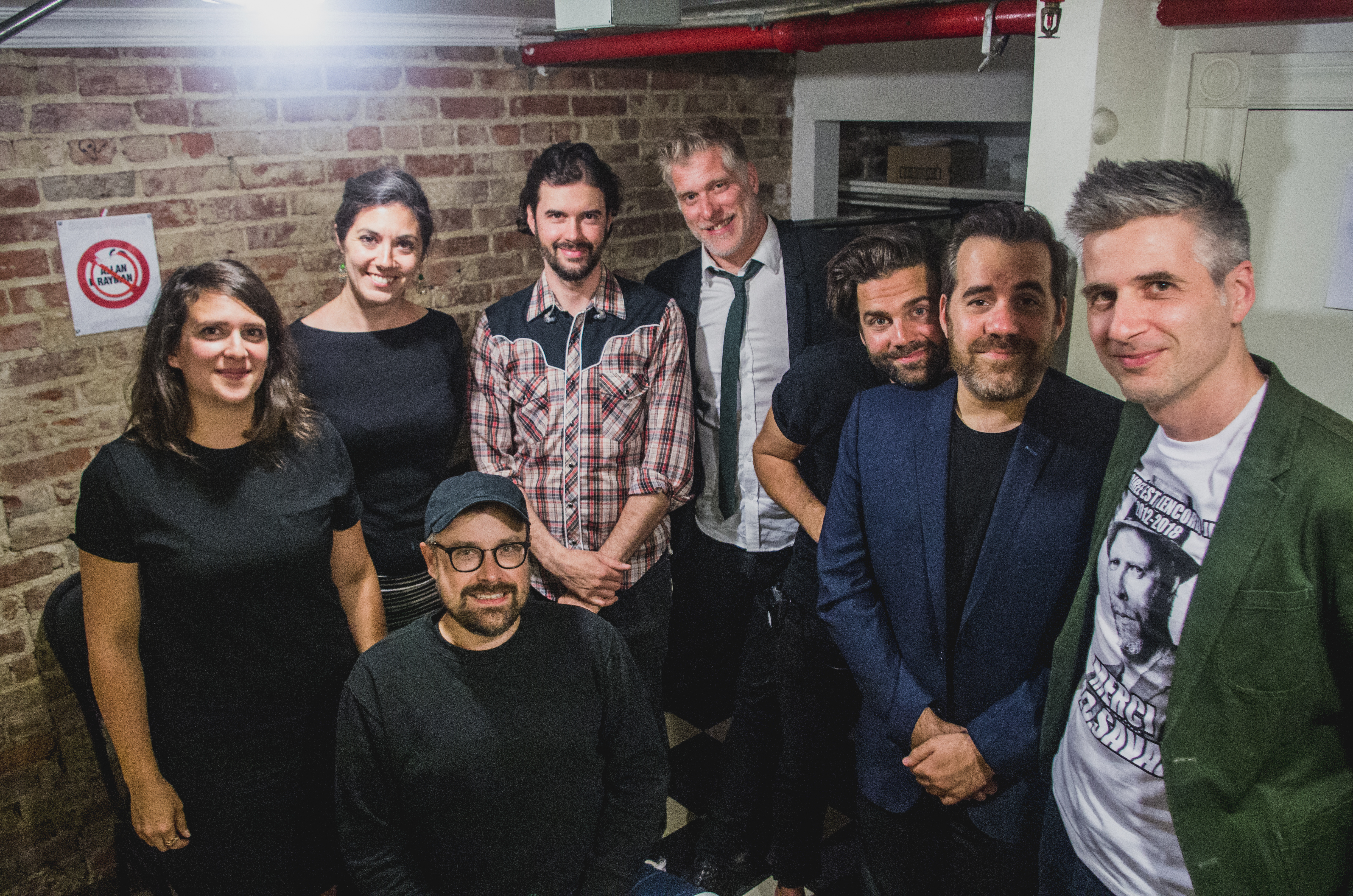
Dernière photo d'équipe avec Frédéric Savard.

Depuis le 27 septembre 2015, l'émission du samedi de La soirée est (encore) jeune est diffusée à ICI ARTV dans une version abrégée de 45 minutes. Les épisodes sont également disponibles en vidéo à la demande à ICI TOU.TV. La première émission du 27 septembre 2015 est la plus regardée de la grille d'ICI ARTV.
L'émission Spéciale Noël 2015, diffusée le 18 décembre ICI Radio-Canada Télé, est en nomination au 29e Gala des prix Gémeaux dans la catégorie « Meilleur texte humour ». À l'occasion de cette émission, l'auteur-compositeur-interprète Louis-Jean Cormier fait une parodie de sa chanson Si tu reviens, rebaptisée pour l'occasion Les nouveaux Fab Four. L'équipe de La soirée est également en nomination dans la même catégorie pour l'épisode no 9 diffusé à ICI ARTV le 22 novembre 2015,.
Le 28 février 2016 durant la Nuit blanche de Montréal, l'émission est diffusée depuis le Salon urbain de la Place des Arts. Pour l'occasion, l'émission est rebaptisée La soirée est (encore) blanche, ce qui donne lieu à des blagues en plein cœur du Mois de l'histoire des Noirs.

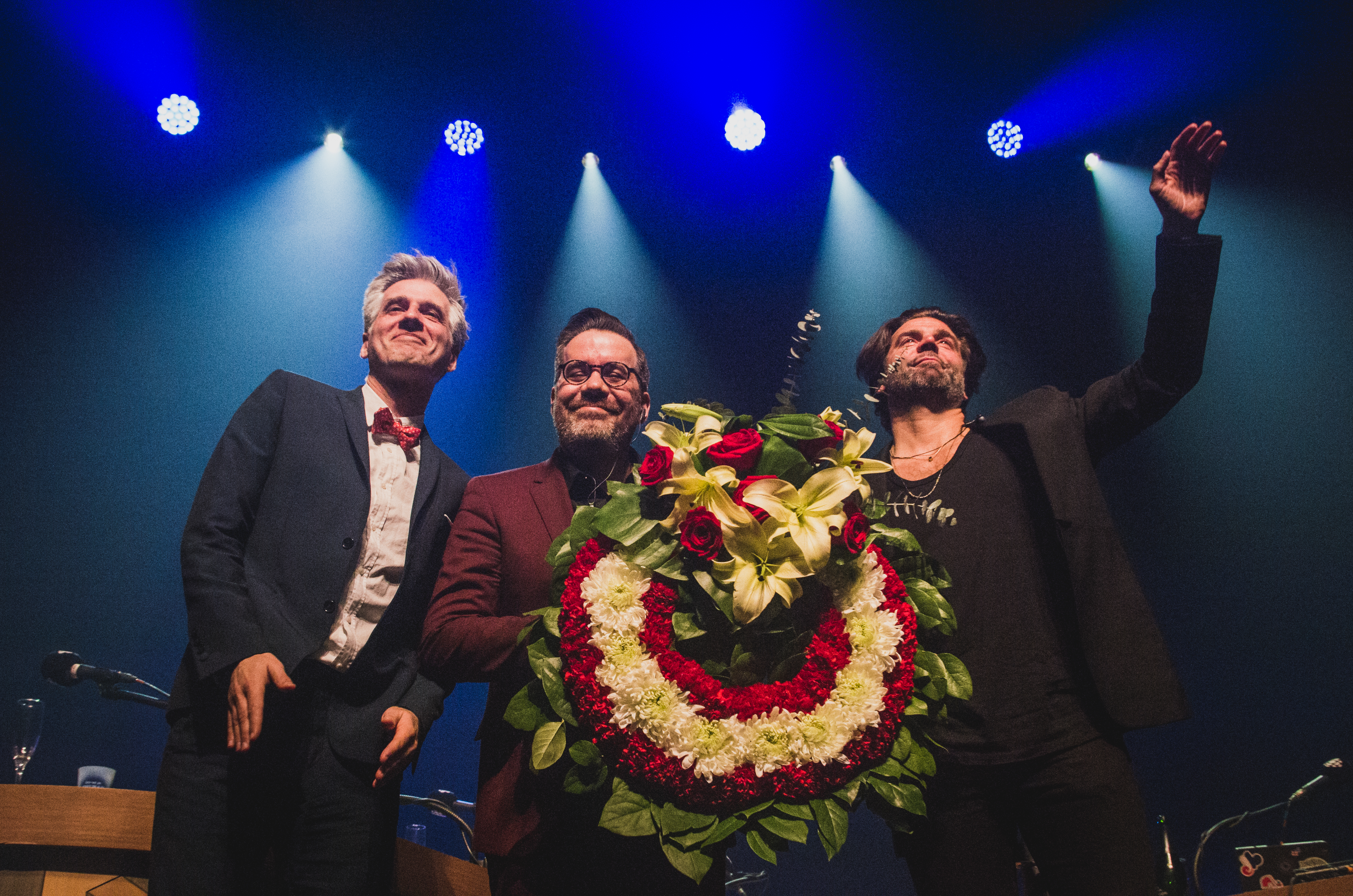
Les gars de « La soirée est (encore) jeune » tenant une couronne mortuaire offerte par Robert Lepage pour souligner la fin de leur émission.

En 2016, lors du 18e Gala Les Olivier, La soirée est (encore) jeune remporte le prix de la capsule ou sketch humoristique à la radio grâce au sketch de Jean-Sébastien Girard Mac & Cheetos. Cette 18e édition du gala, controversée par la censure du numéro de Mike Ward et Guy Nantel portant sur la liberté d'expression, Wauthier remercie Radio-Canada : « Je sais que c’est une drôle de soirée pour dire ça, mais merci à Radio-Canada qui nous laisse la liberté de dire ce qu’on veut »,.
Pendant 3 ans entre le 27 août 2016 et 5 mars 2020, l'émission a été diffusée depuis le bar Chez Roger, situé dans l'arrondissement Rosemont–La Petite-Patrie à Montréal.
Le 19 mai 2018, le co-animateur Frédéric Savard annonce son départ pour la 7e saison. Il est remplacé par l'humoriste Jay Du Temple les 25 et 26 août 2018, l’équipe de l’émission annonce le 31 août 2018 sur les réseaux sociaux qu’il quitte l’émission pour désaccord artistique. Ce qui fait penser à certaines personnes que le fait qu’il soit le remplaçant était une farce et que son vrai remplaçant sera annoncé lors de la prochaine émission. Lors des semaines suivantes, un nouveau remplaçant vient à chaque semaine.
À l'automne 2019, toutes les émissions sont enregistrées les jeudis, mais toujours diffusées les samedis et dimanches.
En raison de la pandémie de COVID-19, les émissions sont enregistrées dans les studios de Radio-Canada sans public.
Le 8 mai 2022, l'émission tire sa révérence après 10 saisons lors d'une émission spéciale enregistrée devant public au théâtre MTELUS de Montréal.
Le 1er juin 2022, Radio-Canada annonce l'arrivée d'une nouvelle émission quotidienne portant sur l'actualité animée par Jean-Philippe Wauthier qui portera le nom de La journée (est encore jeune). Olivier Niquet y sera chroniqueur et Jean-Sébastien Girard aussi, mais de façon plus sporadique, car il tiendra la barre d'une nouvelle émission de radio humoristique sur les ondes d’ICI Première, Jeannot BBQ. L'émission sera diffusée à partir du 5 septembre 2022 sur les ondes d'ICI Première du lundi au vendredi de 13h à 13h30.

## Animation

### Présentateurs
- Jean-Philippe Wauthier
- Frédéric Savard (Jusqu'en mai 2018)
- Olivier Niquet
- Jean-Sébastien Girard

### Co-animateurs hebdomadaires (Saison 2018)
- Jay Du Temple
- Judith Lussier
- Vincent Léonard
- Lydia Képinski
- Manal Drissi
- Maude Landry
- Rosalie Vaillancourt
- Julien Lacroix
- Philippe-Audrey Larrue-St-Jacques
- Sébastien Fréchette
- Louis T.
- Jean-Thomas Jobin
- Arnaud Soly
- Alexandre Forest
- Yannick De Martino
- David Goudreault

### Collaborateurs
- Charles Beauchesne
- Josée Boileau
- Mehdi Bousaidan
- Barbara-Judith Caron
- Jean-Philippe Cipriani
- Mathieu Charlebois
- Jo Cormier
- Michelle Desrochers
- Manal Drissi
- Catherine Éthier
- Mickaël Gouin
- Jean-Thomas Jobin
- Paul Journet
- Léane Labrèche-Dor
- Maude Landry
- Vincent Léonard
- Christian Letendre
- Judith Lussier
- Jean-Michel Martel
- Arnaud Soly
- Léa Stréliski
- Louis T.
- David Thibodeau
- MC Gilles

### Invités d'honneur
- Adib Alkhalidey
- Marie-Louise Arsenault
- Jean-Martin Aussant
- Alexandre Barrette
- Marie-France Bazzo
- Christian Bégin
- Sonia Benezra
- Émilie Bibeau
- Denise Bombardier
- Normand Brathwaite
- Evelyne Brochu
- France Castel
- Christiane Charette
- Raymond Cloutier
- Louis-Jean Cormier
- Gérard Deltell
- Serge Denoncourt
- Michel Désautels
- Louise Deschâtelets
- Lise Dion
- Marie-Soleil Dion
- Les Denis Drolet
- Jean-René Dufort
- Sophie Faucher
- Anaïs Favron
- Simon-Olivier Fecteau
- Pier-Luc Funk
- Cathy Gauthier
- MC Gilles
- Élise Guilbault
- Mickaël Gouin
- Pierre Houde
- Guy Jodoin
- Brendan Kelly
- Pierre Hébert
- Léane Labrèche-Dor
- Chantal Lamarre
- Micheline Lanctôt
- Louise Latraverse
- Julie Le Breton
- Patrice L'Écuyer
- Daniel Lemire
- Guy A. Lepage
- Pierre-Yves Lord
- Marc-André Lussier
- Rebecca Makonnen
- Philippe Marcoux
- Mariana Mazza
- Pénélope McQuade
- Patrice Michaud
- Franco Nuovo
- Marina Orsini
- Yann Perreau
- Catherine Perrin
- Geneviève Pettersen
- Daniel Pinard
- Nathalie Petrowski
- Émile Proulx-Cloutier
- Michel Rivard
- Stéphane Rousseau
- Gildor Roy
- Éric Salvail
- André Sauvé
- Geneviève Schmidt
- Patrick Senécal
- Arnaud Soly
- Alexandre Taillefer
- Mario Tessier
- Shirley Théroux
- Ricardo Trogi
- Élisabeth Vallet
- Antoine Vézina
- Anne-Marie Withenshaw
- Mariloup Wolfe

### Dames de coeur (Saison 2020)
- Guylaine Tremblay
- Élise Guilbault
- Nathalie Petrowski
- Louise Deschâtelets
- Kim Thúy
- Rosalie Vaillancourt
- Anne-Marie Cadieux
- Mireille Deyglun
- Magalie Lépine-Blondeau
- Rebecca Makonnen

## Segments et sketchs
- Radio X jazz 91, blanc
- Top 5
- Vu / pas vu
- Des nouvelles de la démocratie
- La recette de nos vedettes
- La salle de nouvelles portative
- Le billet d'humeur de Fred Savard
- Les sports
- La besace de Jean-Sébastien Girard
- Reporter sans Visière
- Le bêtisier des médias
- L'histoire pour les Y
- Jean-Étienne Eudes (Radio vision 1430 AM)
- La chronique scientifique
- Les anniversaires à surveiller
- Serge Quekchose
- Le Courrier du coeur de Fred Savard
- Débat de la semaine : Pour ou contre
- Culture-quiz
- Politi-quiz
- Morte ou vivante
- Dans le juke-box
- Indices boursiers
- Météo
- Circulation
- La question du jour
- La question de la semaine
- Radio-théâtre
- Le courrier de marde
- Le courrier des auditeurs
- L'autre midi au bureau d'à côté
- Les actualités régionales du Ti-Niquet
- La blague de la semaine
- La blague du jour
- Le goûter de l’invité
- Les éphémérides du jour
- En spectacle ailleurs au Canada
- Publicités
- Le courrier du coeur de l'ordinateur
- Ta carrière est (encore) jeune
- Les Internets du Ti-Niquet
- Bulletin d'information du futur
- Ma vie en internetoscope
- Le club de lecture
- Hommage en Chansons
- Allô bobo
- Babillard Plus Extra
- Question du week-end
- Hier l'histoire
- Laser MP3-45
- Traitement de canal
- Qui parle?
- Bêtes comme Fred Savard
- Une présentation de...
- 275-Y
- Le questionnaire de Marcel Proulx
- Frédéric vous dit chapeau
- Le florilège de Frédéric
- Le monde international
- Oli-Wood
- Le gros pouce brun de Fred Savard
- L'erratum de Fred Savard
- Votre Beau Programme est (encore) jeune
- Question pour un jambon
- Il n’y a pas de sot métiers
- Le Karaoké des amis
- L'autre souper au resto chinois d'à-côté
- Expert en tout
- C'est juste de La soirée
- Nouvelles questions, vieilles réponses
- Normand Leblond
- Dans la marge d'erreur
- Shayne Gagnon
- La Soirée vous répond
- Remixer Jeannot
- Les méritas de la semaine
- Bel Sociéter
- Leçon Linguistique
- L'histoire de l'humour au Québec
- Le Carousel de Jean-Sébastien Girard
- Dossier complot
- Nos argents
- Une émission de Service
- MC Gilles sur la Route
- Vous êtes chez vous chez nous
- En-bas des Collines
- Jeannorama
- La Question avec un grand Q
- La brasée du Dimanche
- Le Concours de Dessin
- L’amour avec un grand t’a
- Cette Année passé-là
- Que sont-ils devenus?
- Coup de Foudre
- Haut les mains
- Chum de Gars
- Avé Jeannot
- Dans les annales de Jeannot
- Paul ou Josée
- Les minis minis minis pires moments de l’histoire
- La Bande des 2
- Jeannot Chante
- Le Saint de la semaine
- Animal
- Question de Feeling
- Le petit théâtre de poche
- Les enfants de la radio
- JS tendresse moins
- Sans Tambours, ni Trumpette
- L’invité mystère
- Nom d’une pipe!
- Des coulisses de pouvoir
- Montréal c’est ma ville
- Homme au foyer
- Ça brasse
- Le billet idéologique d’Olivier Niquet
- Drôle d’audio
- Hommage à...
- Tout le monde en même temps
- 275-Jeannôt
- Rendez-vous dans 10 ans
- Le monde Local
- Les grands entretiens
- La commission Arsenault-Petrowski
- Les Jingles oubliés

## Prix et nominations

### Olivier
- 2022 : 23e Olivier 2022, gagnants dans la catégorie « Capsule ou sketch humoristique à la radio »[26].
- 2016 : 18e Olivier 2016, gagnants dans la catégorie « Capsule ou sketch humoristique à la radio »[17],[27].
- 2014 : 16e Gala Les Olivier, nomination dans la catégorie « Émission de radio humoristique »[8].
- 2013 : 15e Gala Les Olivier, nomination dans la catégorie « Émission humoristique à la radio »[6].

### Gémeaux
- 2017 : 32e Gala des prix Gémeaux, gagnants dans la catégorie Meilleur texte: Humour »[28].
- 2016 : 31e Gala des prix Gémeaux, deux nominations dans la catégorie « Meilleur texte humour », l'épisode no 9[15] et Spéciale Noël[14],[13].

## Produits dérivés
- Tuque noire « Cette tuque va beaucoup trop loin » - distribuées lors d'une émission spéciale enregistrée lors de la Nuit blanche de Montréal (2016)

- Grosse tuque brune à l'effigie de l'émission
- Dessous de verres en carton
- Aimants à l'effigie des différents membres du groupe
- Tote bag et chandails commémoratifs de la dernière de l'émission
- Bière spéciale « Coup de foudre » brassée par la microbrasserie Les grands bois.

## Gags récurrents
- Si vous ne connaissez pas le sujet, laissez ce bandeau (vous pouvez alors contacter les auteurs).
- Si vous supprimez le contenu mis en cause (vous pouvez préalablement contacter les auteurs),

argumentez précisément cette suppression dans la page de discussion
(un manque de référence n'est pas un argument ; une recherche réelle de référence doit avoir été effectuée, être formellement documentée).
- Fred aime boire... Fred a t-il un problème d’alcool?
- L'absence de page Wikipédia de Jean-Sébastien Girard.
- L'imitation de Céline Dion par Frédéric Savard.
- La rumeur selon laquelle Jean-Sébastien Girard habiterait chez sa mère.
- Les références à une supposée tendance homosexuelle réprimée chez Jean-Philippe Wauthier, en référence à son look ou son comportement.
- L'absence de charisme et, surtout, la personnalité introvertie d'Olivier Niquet.
- Les questions interminables de Jean-Philippe Wauthier.
- Des invités qui deviennent des amis de l'émission après seulement une visite.
- La disparition des médias de François Rebello.
- Lancer un "Franchement" ou un "Ça c'est non" quand un gag va trop loin selon la personne qui le dit.
- L'émission de Marina Orsini : fabrication de n'importe quoi avec des cure-pipes.
- L’émission À la semaine prochaine en général.
- Anne-Marie Withenshaw qui parle toujours en anglais.
- Marie-Chantal Toupin qui s'exprime toujours en majuscules.
- L'engouement hors du commun de Jean-Sébastien Girard pour les émissions Le Temps d’une paix et Cormoran.
- Les ronflements de Jean-Philippe Wauthier lorsqu'un(e) invité(e) ou un(e) chroniqueur(se) est ennuyant(e).
- L'hypocondrie de Jean-Sébastien Girard.
- La note qu'Olivier Niquet donne à un produit est presque toujours 5 étoiles.
- Le fils de Jean-Philippe Wauthier qui a un prénom au genre ambigu.
- Les références à Mme Juliette Petrie lorsqu'il est question de personnes décédées.
- Lancer un "Rapidement!" lorsqu'un invité ou un chroniqueur prend beaucoup de temps. Surtout employé par Frédéric Savard.
- Mentionner que Jean-Sébastien Girard est orphelin de père.
- Références à la « toute petite chanteuse de 18 pouces », Jeanne-Mance Cormier.
- L'intolérance au gluten de Frédéric Savard.
- Les mauvaises cotes d'écoute de l'émission Votre beau programme, sachant que Jean-Sébastien Girard était co-animateur de cette dernière.
- Le nom de l'animatrice Rebecca Makonnen toujours déformé.
- La sudation excessive du réalisateur Philippe Roberge.
- La passion de Jean-Sébastien Girard pour les comédies musicales.
- Le temps d’attente des Téo Taxi.
- Le chalet de Mitsou.
- Le fait que Frédéric Savard se soit choisi en arrêtant de consommer de l’alcool et en misant sur la bienveillance.
- L’eczéma de Jean-Sébastien Girard.
- Faire croire que Jay Du Temple est le vrai remplaçant de Frédéric Savard en désignant chaque co-animateur hebdomadaire comme Le remplaçant de Jay Du Temple.
- La critique sévère, mais juste du nouveau spectacle de Marie-Mai.
- Le divorce de Jean-Philippe Wauthier.
- La folle du Châtelaine.
- Les films de Bernard Émond, surtout celui où Élise Guilbault mange une soupe.
- La retraite de Nathalie Petrowski.
- L'âge de préférence d'Élise Guilbault.
- Le grand « câlisse » de serveur du Roger
- La toilette pour handicapés du Roger.
- L’absence de Jean-Philippe Wauthier aux réunions de l’émission.
- La maison laide d’Olivier Niquet.
- Le fait que Jean-Sébastien Girard n’a jamais écouté le Sportnographe.
- « Comme dirait Geneviève Borne... »
- La prononciation particulière de la voyelle phonétique « eu » (ø) par Marc Cassivi.

## Controverses

### L'affaire Francine Viel
Les 14 et 15 mars 2017, une tempête fait rage sur l'extrême sud du Québec. Environ 47 centimètres de neige s'abattent sur l'île de Montréal en 28 heures. Le samedi suivant cette tempête, lors du monologue d'ouverture de Jean-Sébastien Girard à l'émission, ce dernier propose de revivre la tempête via les statuts Facebook de sa mère, Monique-Andrée Michaud.
Dans une de ses publications, elle dit qu'elle a vu un reportage sur la « Tempête du siècle de 1971 » qui trône au sommet des plus grosses tempêtes des 5 plus grosses tempêtes au Canada. Puis, elle enchaîne en parlant de sa cousine Francine Viel de Rivière-du-Loup qui avait été forcée d'aller à l'hôpital en motoneige pour donner naissance. Pendant un peu plus de trois ans, cette anecdote deviendra une blague récurrente au sein de l'émission.
Lors de l'émission du 25 avril 2020, pendant sa nouvelle chronique « Tous les S.O.S. : Les grands drames de l'histoire », il décide comme premier sujet de parler de la tempête de 1971. Après avoir décrit les grandes lignes de cette tempête, il joint au téléphone la cousine de sa mère, Francine Viel. Il lui demande si son histoire est une légende urbaine ou non.

« Non, c'est une légende parce que j'étais déjà à l'hôpital, Jean-Sébastien. [...] Mais, les gens en ville ici voyageaient en motoneige, ce qu'on m'a dit. Mais, pas moi; j'étais déjà en sécurité à l'hôpital sans problème. »

— Francine Viel, La soirée est (encore) jeune
Jean-Sébastien Girard est sous le choc de cette révélation, et par le fait même du mensonge de sa mère. Jean-Philippe Wauthier rit à gorge déployée de la situation et donnera le surnom de « Monique-Andrée Michaud à marde » à la mère de Jean-Sébastien.

### Le «Mongolgate»
Le 14 juin 2015, alors que Girard anime un jeu-questionnaire humoristique portant sur Michel Rivard, invité à l'émission La soirée est (encore) jeune, il provoque une crise médiatique qualifiant, à la blague, Québec de « ville de mongols »,. Ce commentaire a suscité de vives réactions, notamment de la part du maire Régis Labeaume et de la Société de la trisomie-21. Girard et Radio-Canada présentent des excuses publiques le lendemain,.

### L'affaire Marie-Mai
Le 16 février 2019, lors du segment « Vu pas vu », Olivier Niquet et Jean-Sébastien Girard décident de parler du plus récent spectacle de la chanteuse Marie-Mai au Centre Bell. Lors de cette critique, Girard s'en est pris au manque de profondeur de la chanteuse,.

« C'est un spectacle très froid. Quand elle s'adresse au public, c'est avec des phrases creuses et convenues. Tout semble fabriqué chez cette fille-là. [...] Elle parle d'elle, d'elle, d'elle [...] Jamais elle ne se prononce sur des préoccupations ou des inspirations qui sortiraient d'ailleurs que de son petit nombril. [...] Le monde semblait beaucoup aimer Marie-Mai, mais j'ai l'impression que la plus grande fan de Marie-Mai, ce soir-là, c'était Marie-Mai. »

— Jean-Sébastien Girard, La soirée est (encore) jeune
Marie-Mai affirmera pendant une entrevue avoir été grandement heurtée par cette critique. Elle admet que même si elle est consciente du ton humoristique de cette émission, elle croit que la critique n'était pas justifiée, car selon elle on s'attaquait à sa personne et non à sa proposition scénique.

« Moi, quand on remet mon talent en question, mais qu'on me dit que je suis bien belle, et après qu'on dise que je parle juste de moi et que la plus grande fan de Marie-Mai c'est Marie-Mai... Pourquoi? Parce que j'ai confiance en moi? Parce que je prône de s'assumer et d'être qui on est? »

— Marie-Mai, Dans les médias
Jean-Sébastien Girard ne s'excusera pas pour ses propos et affirmera que cette critique était sévère, mais juste.

### Les raisons du départ de Fred Savard
Le 19 mai 2018, Fred Savard annonce qu'il quitte l'émission pour se consacrer à des projets personnels,. En février 2019, il viendra préciser dans un article du journal La Presse portant sur le lancement de sa nouvelle baladodiffusion les raisons qui l'ont poussé à quitter l'émission.
Parmi celles-ci, il y a le sentiment d'avoir fait le tour de la formule chronique ainsi que l'intérêt d'animer une émission sur l'actualité, ce qui selon lui serait difficile à faire à Radio-Canada, car ce serait selon ses dires trop « edgy ». On apprendra aussi qu'il ne voulait plus endosser le rôle de « baveux » du groupe et que de venir animer pour lui était rendu une corvée.

« Je me dirigeais vers un burn-out. Je me levais le jeudi matin, je pensais à l’émission du samedi et j’avais comme une boule… J’étais rendu au bout. »

— Frédéric Savard, La Presse
Finalement, Savard dira dans cet article qu'il n'écoute plus vraiment l'émission, car il a d'autres choses à faire pendant les fin de semaine. Il dit que les rares fois où il l'a écoutée, il a trouvé ça « cute ».
En juillet 2019, lors de l'évènement « La presque 500e de La soirée est (encore) jeune » organisé par le festival Juste pour rire, Savard y est absent. Même son de cloche lors de l'émission soulignant la véritable 500e en novembre 2019. Plusieurs rumeurs au sein des auditeurs de La soirée verront le jour via le groupe Facebook « La Soirée Est (Encore) Jeune: LE POOL ». L'une d'entre elles serait qu'il y aurait un froid entre Savard et ses anciens camarades.
En mai 2020, alors qu'il est invité au podcast « Le Quartier-Général », Jean-Sébastien Girard se fait demander par un des animateurs s'il y a un froid entre les membres de La soirée et Fred Savard. Hésitant, Girard y va d'une affirmation étonnante.

« On ne s'est jamais reparlé depuis la fin. [...] Je pense qu'à la fin [...] Fred était tanné. Tu sais le fameux "Je m'identifie de moins en moins à cette émission-là", je pense que c'était vrai. »

— Jean-Sébastien Girard, Le Quartier-Général
Il ajoutera aussi que l'émission a pris un virage « variétés » et que cela intéressait moins Savard. Il soutiendra qu'il n'y a pas de rancune entre Savard et les autres membres de La soirée, mais que ce dernier a retiré de sa liste d'amis Facebook et de ses autres comptes de médias sociaux tous les membres de l'équipe.

### L'affaire Jean-Pierre Ferland
Le 10 décembre 2016, Jean-Pierre Ferland faisait partie de la liste des invités de l'émission. Alors que son entrevue approchait, Jean-Philippe Wauthier annonce en ondes que Ferland ne viendra pas,.

« Vous savez, je vous ai dit qu’on n’était pas à la télé ce soir? Ça ne fâche personne, sauf une. Jean-Pierre Ferland ne pourra pas venir ce soir, malheureusement. On vient de l’apprendre. Il y a eu une mauvaise entente, une "malentente", en fait; il pensait que c’était à la télé. Et quand il a appris que ce n’était pas à la télé, ça ne lui tentait plus de passer à la radio. »

— Jean-Philippe Wauthier, La soirée est (encore) jeune
Wauthier demande en ondes s'il y a des artistes disponibles afin de remplacer Ferland. Quelques instants plus tard, la troupe musicale Les Mariachi Figueroa arrivent en plein milieu d'une entrevue avec MC Gilles et l'interrompt pour jouer la chanson Feliz Navidad, provocant la surprise tant chez les animateurs que chez le public présent dans la salle.
La semaine suivante, Ferland donne sa version des faits alors qu'il est en entrevue à l'émission C'est pas trop tôt en Estrie sur les ondes d'ICI Radio-Canada Première. Il dit qu'il s'était d'abord présenté à la Maison de Radio-Canada pour se faire dire que l'émission était enregistrée au bar Chez Roger. Ne sachant pas ce qu'était ce bar et se sentant emprisonné, il prend la décision de quitter les lieux. Finalement, il admettra que tout ceci était un malentendu et qu'il croyait participer à une émission télévisée et non à une émission radiophonique.